# جیسون ترنر (تیرانداز ورزشی)
جیسون ترنر (انگلیسی: Jason Turner؛ زادهٔ january ۳۱, ۱۹۷۵ (۵۰ سال)) ورزشکار ورزش تیراندازی اهل ایالات متحده آمریکا است.
وی در مسابقات کشوری و بین‌المللی در مجموع برندهٔ ۱ مدال برنز شده‌است.